# 인천송도소방서
인천송도소방서(仁川松島消防署, Incheon Songdo Fire Station)은 인천광역시 연수구 송도동을 관할하는 인천광역시 소방본부 산하의 소방서이다.
소방서장은 소방정으로 보한다.

## 조직
| - 소방행정과 - 행정팀 - 예산장비팀 | - 예방안전과 - 예방총괄팀 - 안전지도팀 - 홍보교육팀 | - 대응구조구급과 - 대응관리팀 - 구조구급팀 | - 현장대응단 - 지휘조사팀 - 안전보건팀 |

## 관할센터 및 관할구역
인천송도소방서는 2개의 119안전센터와 1개의 구조대를 산하에 두고 있다.
| 명칭                     | 사진 | 주소              | 관할구역    | 지역대 |
| ------------------------ | ---- | ----------------- | ----------- | ------ |
| 미래119안전센터          |      | 첨단대로60번길 15 | 송도동 일부 |        |
| 신송119안전센터          |      | 해돋이로 92       | 송도동 일부 |        |
| 인천송도소방서 119구조대 |      | 첨단대로60번길 15 | 송도동      |        |
| 국제119안전센터          |      | 센트럴로 412      | 송도동      |        |

## 사진

#### 미래119안전센터

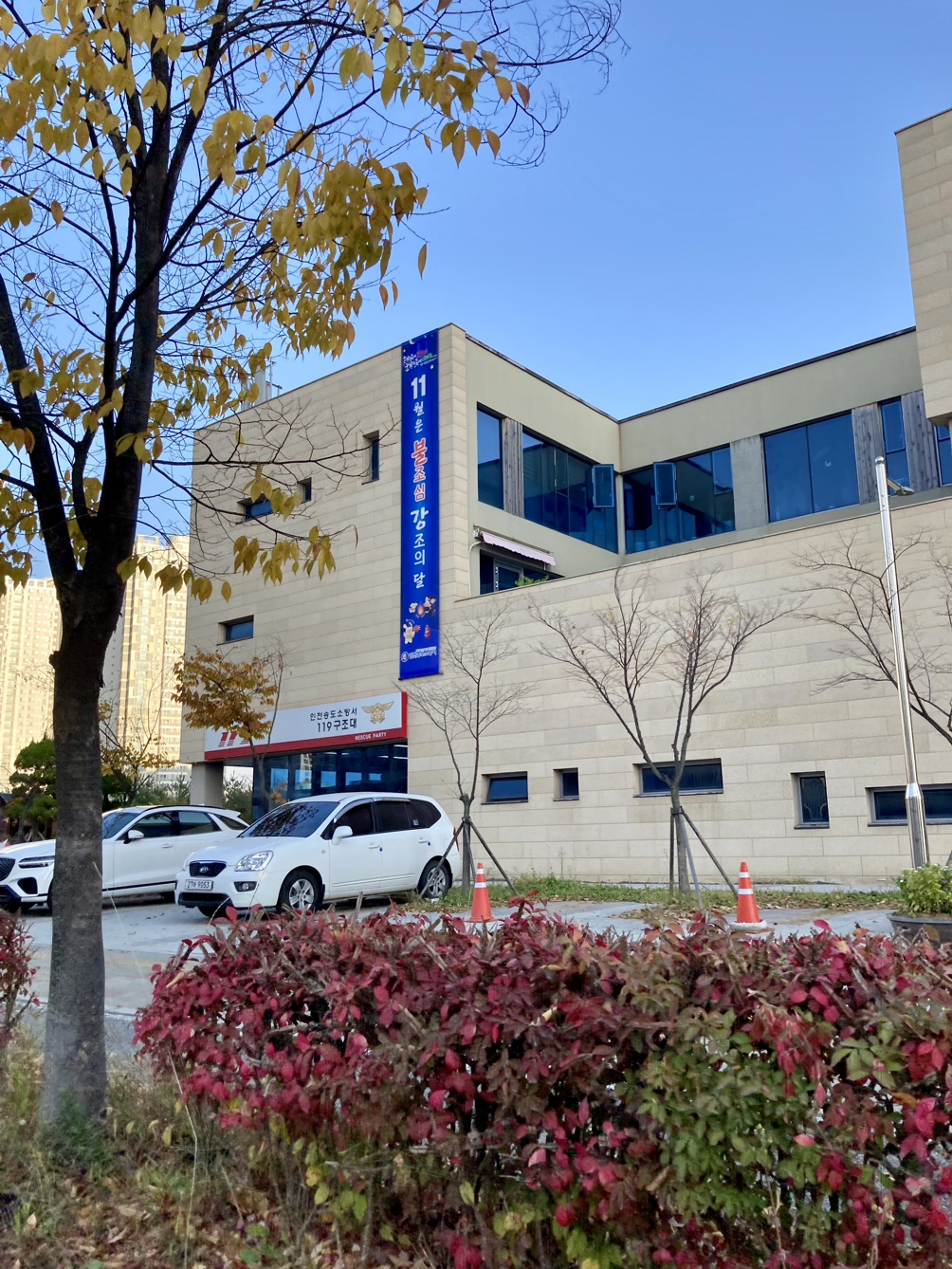
송도소방서 가을
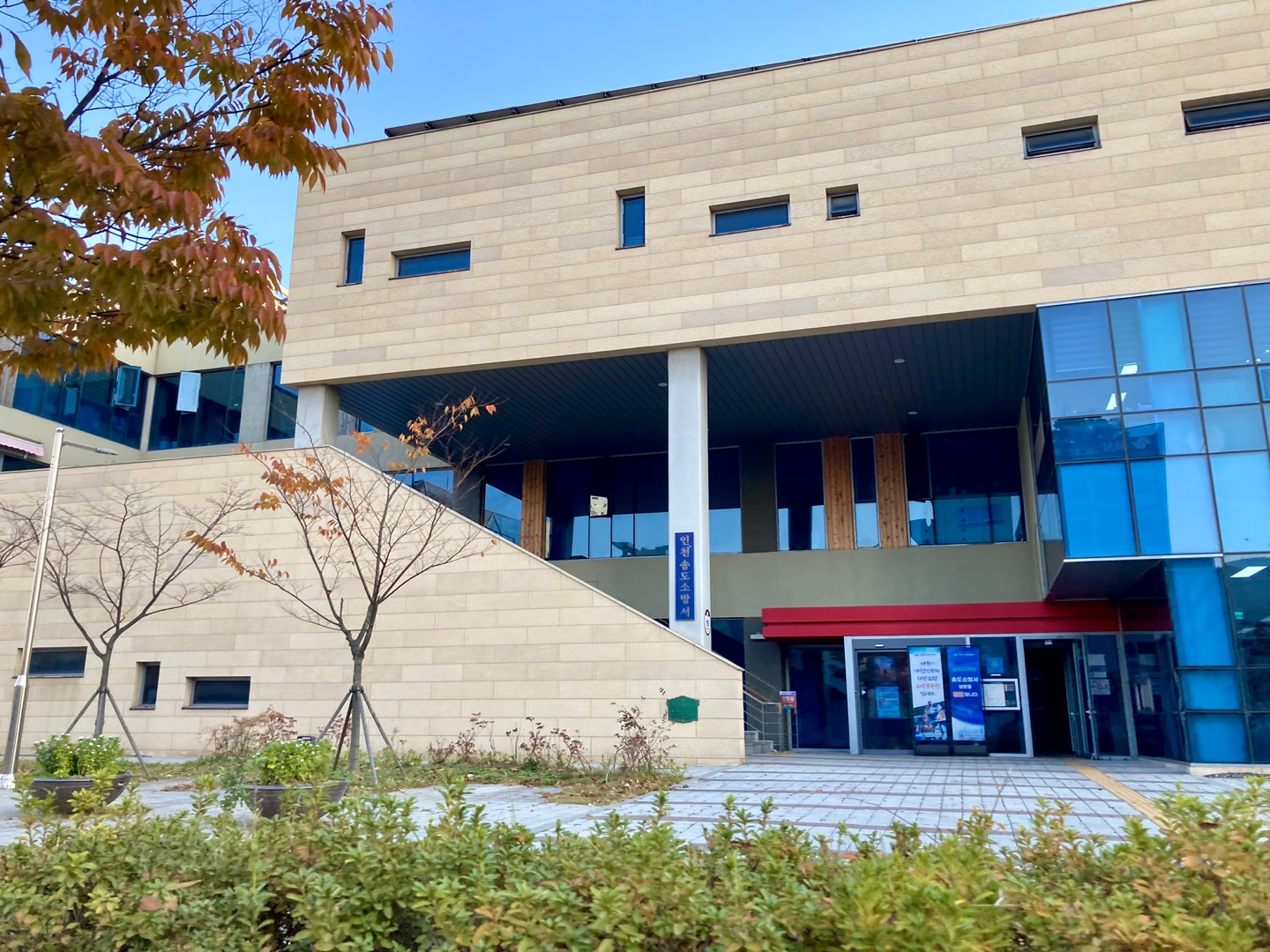
송도소방서 가을
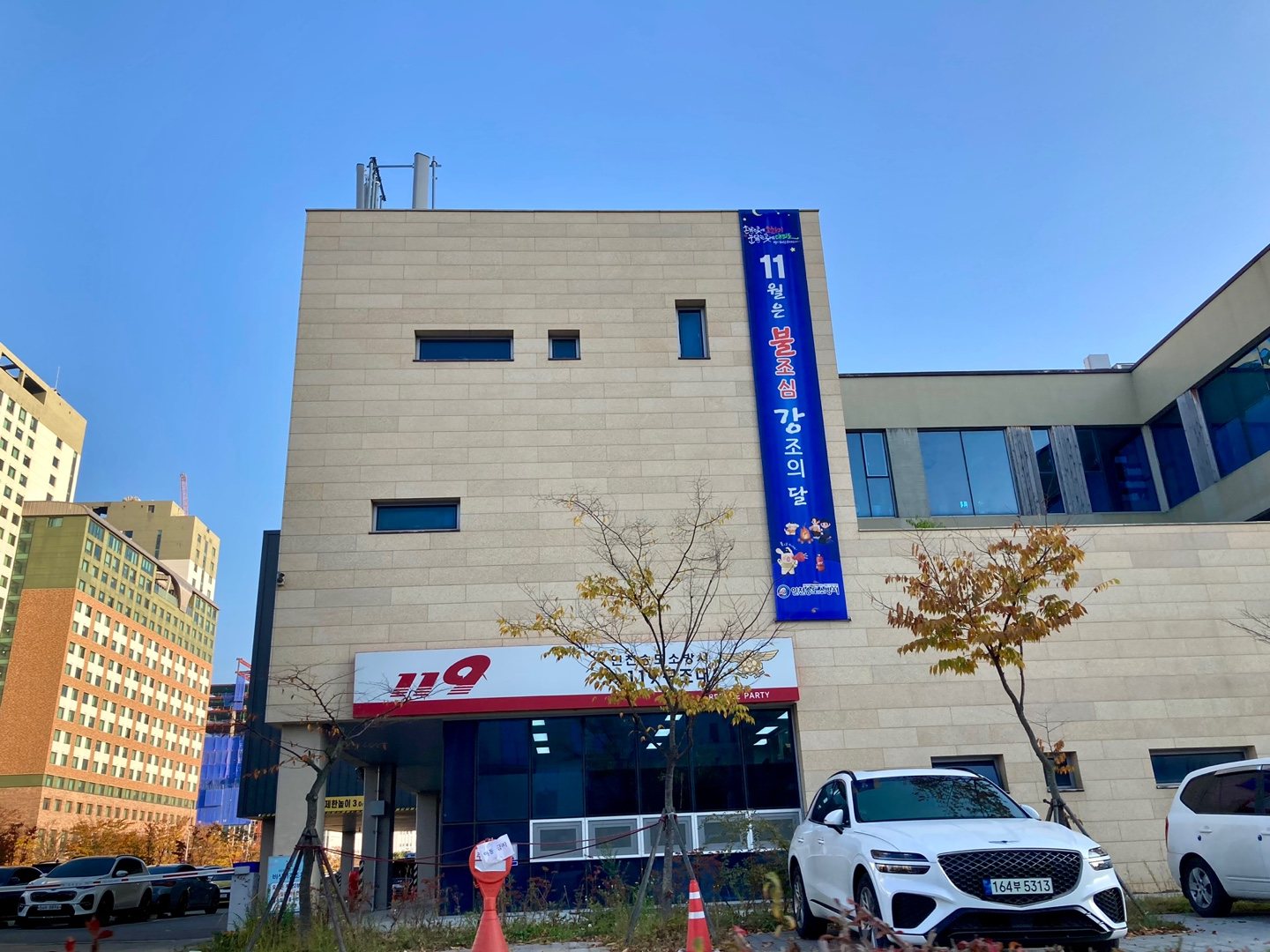
송도소방서 가을
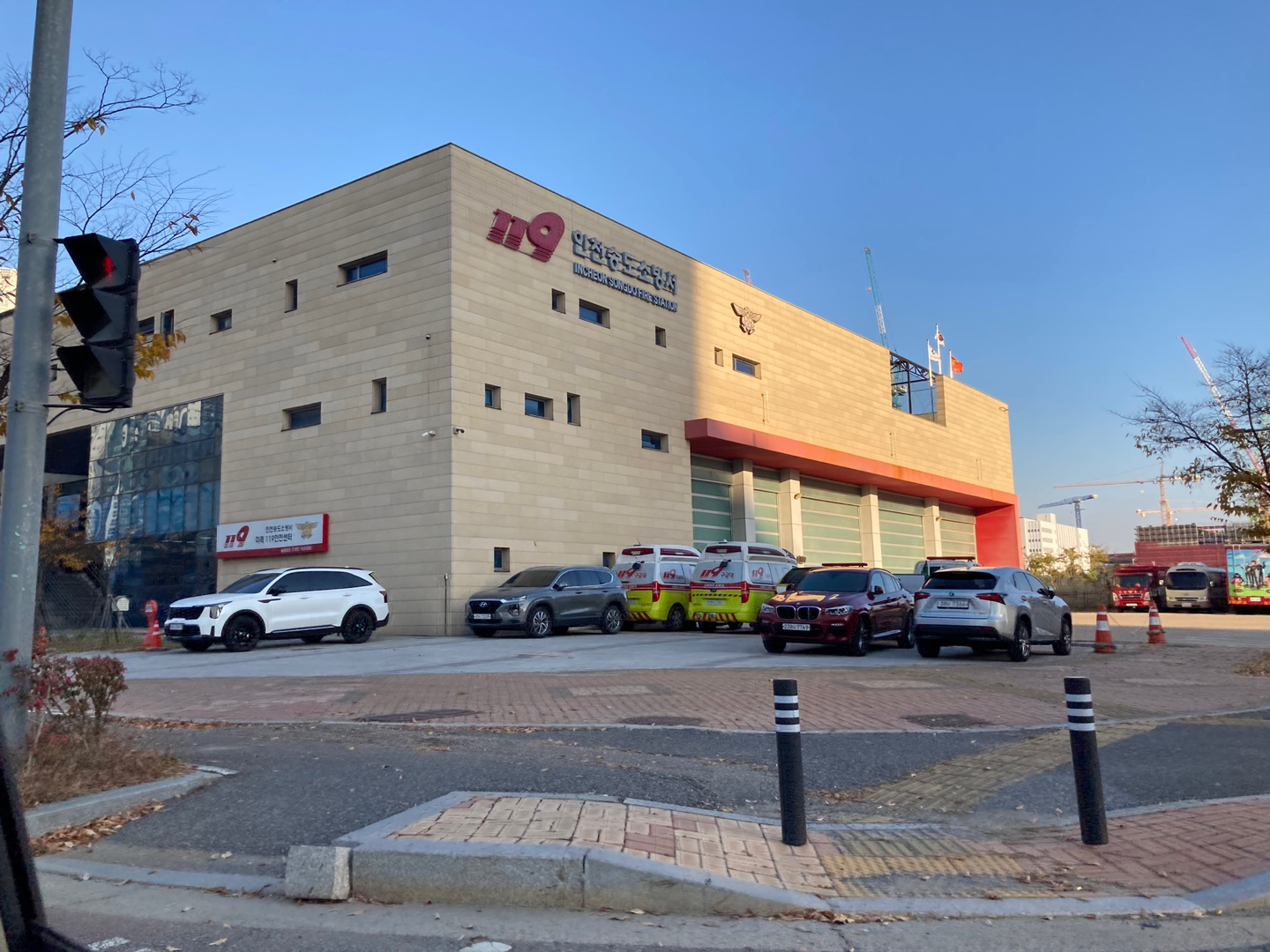
송도소방서 늦은오후 풍경

국제119안전센터

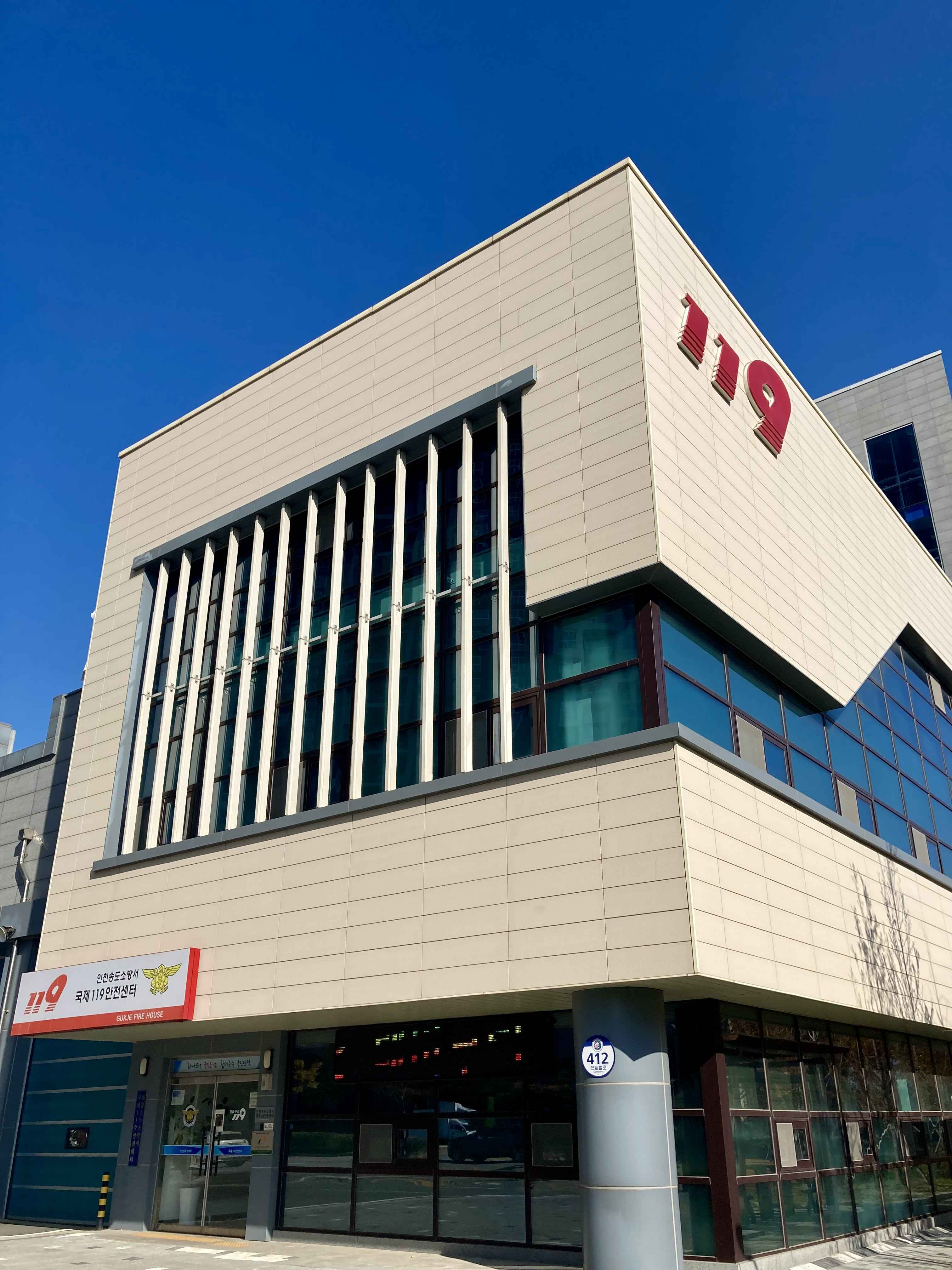
국제119안전센터 외관
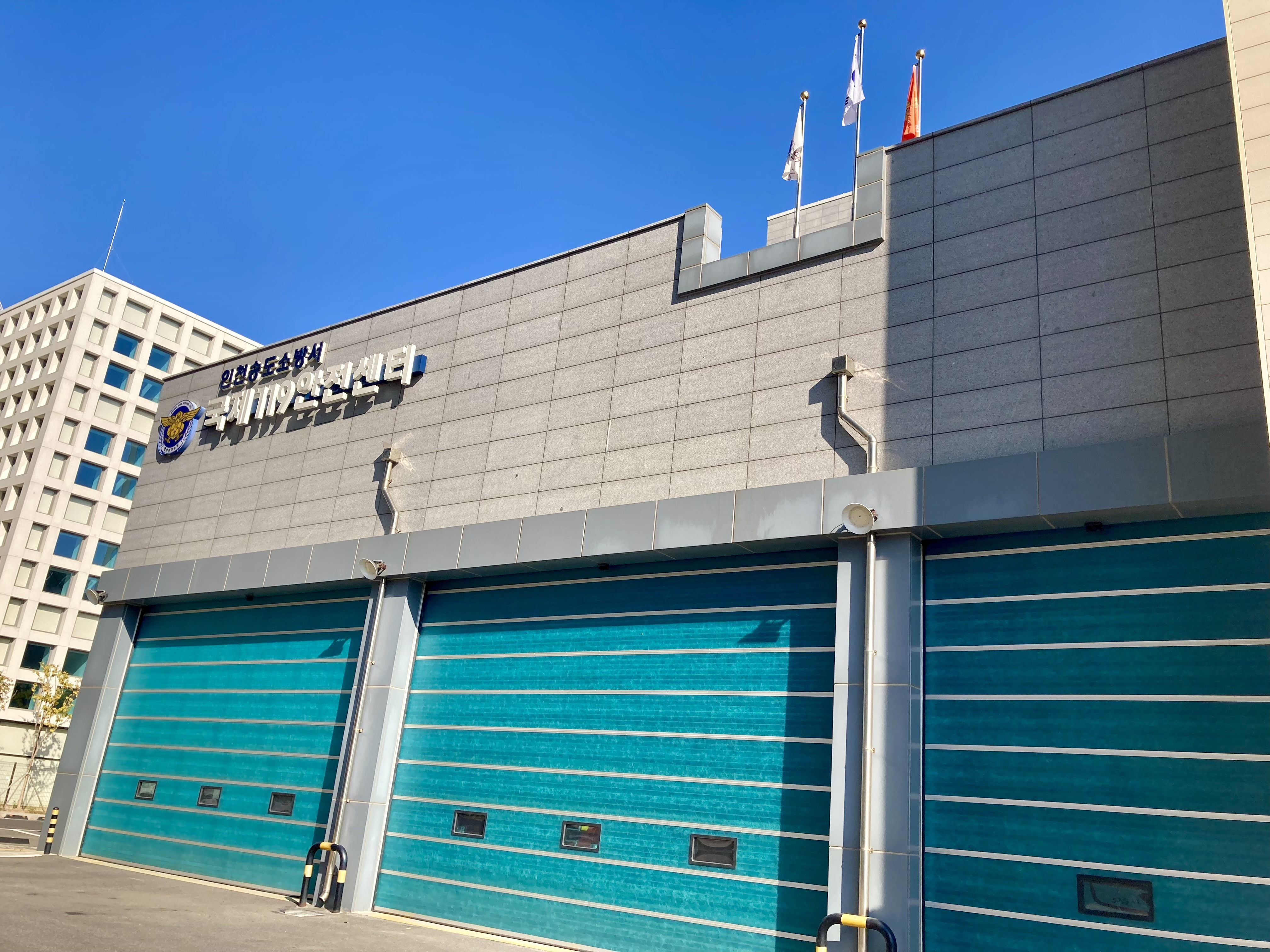
국제119안전센터 외관
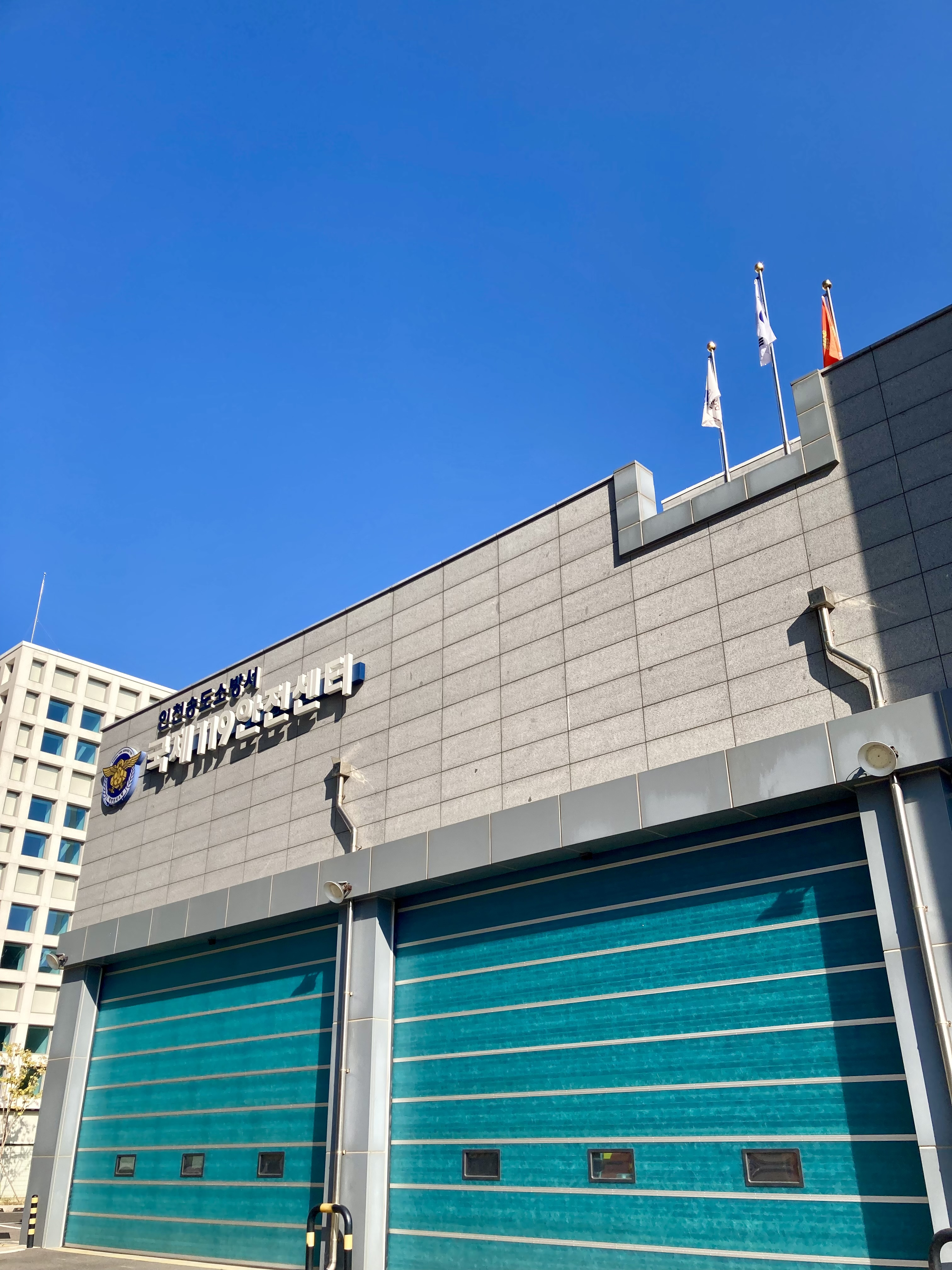
국제119안전센터 간판
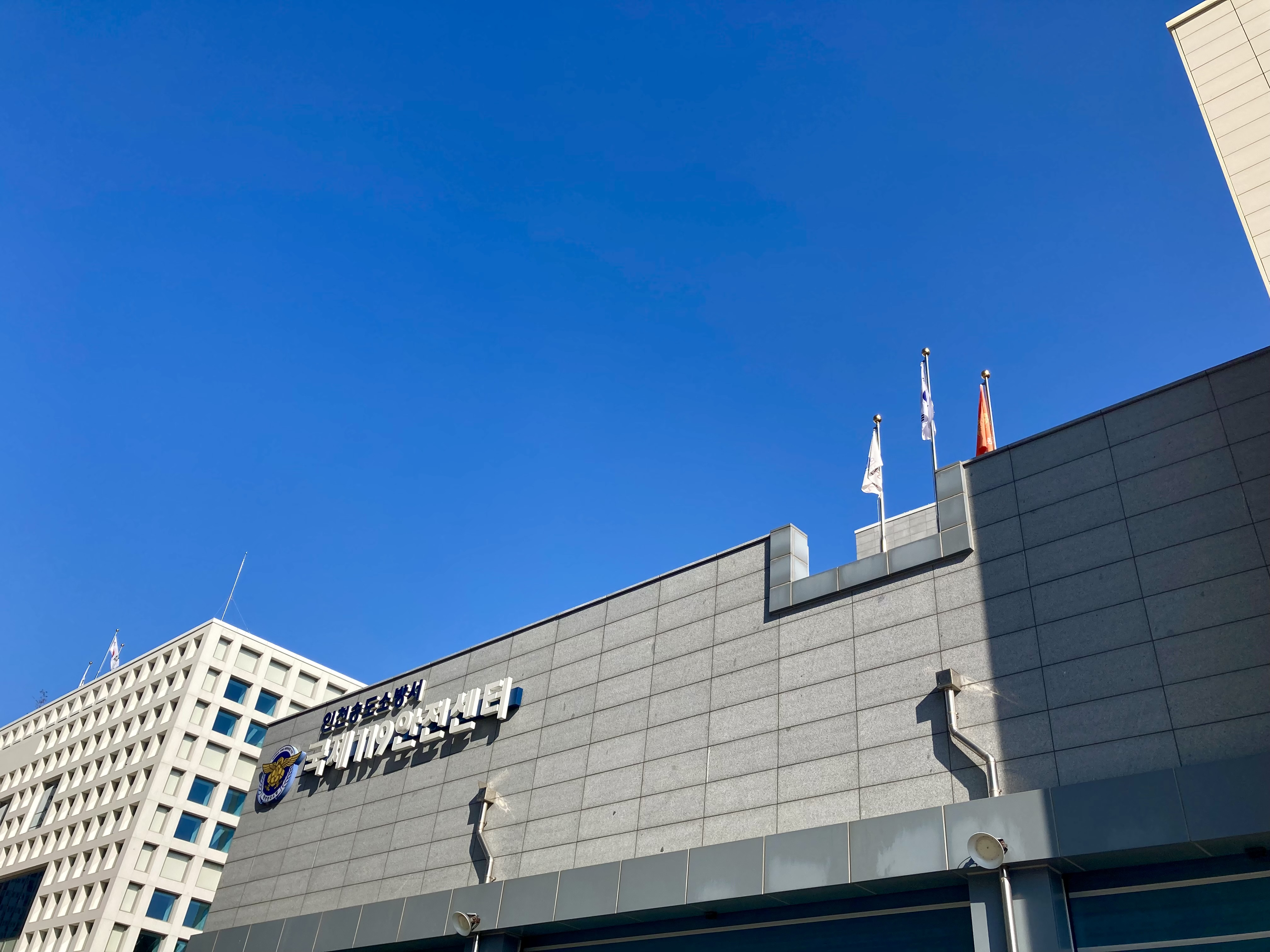
국제119안전센터 가을하늘

## 같이 보기
- 대한민국 소방청
- 대한민국의 소방
- 소방관 계급